# Ma Jun
Ma Jun ou, em seu nome chinês de estilo , Deheng (fl. 220–265),, foi um engenheiro mecânico e político chinês que viveu no estado de Cao Wei durante o período dos Três Reinos da China. Sua invenção mais notável foi a da biga apontando para o sul, um veículo de bússola direcional que na verdade não tinha função magnética, mas operado por meio de engrenagens diferenciais (que aplica uma quantidade igual de torque a rodas motrizes girando em velocidades diferentes).